# NGC 7650
NGC 7650 (również PGC 71394) – galaktyka spiralna z poprzeczką (SBc), znajdująca się w gwiazdozbiorze Tukana. Odkrył ją John Herschel 28 października 1834.
W galaktyce tej zaobserwowano supernową SN 1995W.